# Чемпіонат світу з легкої атлетики 2019 — біг на 400 метрів з бар'єрами (чоловіки)

Фінальний забіг

Змагання з бігу на 400 метрів з бар'єрами серед чоловіків на Чемпіонаті світу з легкої атлетики 2019 у Досі проходили 27-28 та 30 вересня на стадіоні «Халіфа».

## Напередодні старту
На початок змагань основні рекордні результати були такими:
| WR | Кевін Янг (USA)        | 46,78 | Барселона | 6 серпня 1992  |
| CR | Кевін Янг (USA)        | 47,18 | Штутгарт  | 19 серпня 1993 |
| WL | Карстен Варгольм (NOR) | 46,92 | Цюрих     | 29 серпня 2019 |

Лідер сезону Карстен Варгольм хоч і показав цього року другий час в історії дисципліни, проте не розглядався єдиним кандидатом на перемогу. Очікувалось, що конкуренцію йому мали скласти американець Рай Бенджамін (46,98 в сезоні) та катарець Абдеррахман Самба (47,27 в сезоні).

## Результати

### Забіги
Умови кваліфікації до наступного раунду: перші четверо з кожного забігу (Q) та четверо найшвидших за часом з тих, які посіли у забігах місця, починаючи з п'ятого (q).
| Місце | Забіг | Атлет                        | Час     | Примітки |
| ----- | ----- | ---------------------------- | ------- | -------- |
| 1     | 3     | Абдеррахман Самба (QAT)      | 49,08 Q |          |
| 2     | 3     | Такатосі Абе (JPN)           | 49,25 Q |          |
| 3     | 1     | Карстен Варгольм (NOR)       | 49,27 Q |          |
| 4     | 5     | Расмус Мягі (EST)            | 49,34 Q | SB       |
| 5     | 1     | Томас Барр (IRL)             | 49,41 Q |          |
| 6     | 5     | Людві Ваян (FRA)             | 49,49 Q |          |
| 7     | 3     | Тіджей Голмс (USA)           | 49,50 Q |          |
| 8     | 5     | Абдельмалік Лагулу (DZA)     | 49,54 Q |          |
| 9     | 2     | Кайрон Мак-Мастер (IVB)      | 49,60 Q |          |
| 10    | 4     | Рай Бенджамін (USA)          | 49,62 Q |          |
| 11    | 1     | Джабір Мадарі Пільяліл (IND) | 49,62 Q |          |
| 12    | 1     | Кемар Моватт (JAM)           | 49,63 Q |          |
| 13    | 2     | Алісон дус Сантус (BRA)      | 49,66 Q |          |
| 14    | 1     | Амер Латтен (USA)            | 49,72 q |          |
| 15    | 5     | Кріс Макалістер (GBR)        | 49,73 Q |          |
| 16    | 5     | Ясмані Копелло (TUR)         | 49,75 q |          |
| 17    | 4     | Мохамед Туаті (TUN)          | 49,76 Q |          |
| 18    | 4     | Патрик Добек (POL)           | 49,89 Q |          |
| 19    | 1     | Фернандо Вега (MEX)          | 49,95 q |          |
| 19    | 2     | Чен Чіех (TPE)               | 49,95 Q |          |
| 21    | 3     | Рілван Аловонле (NGR)        | 50,04 Q |          |
| 22    | 4     | Віт Мюллер (CZE)             | 50,15 Q |          |
| 23    | 2     | Люк Кемпбелл (GER)           | 50,20 Q |          |
| 24    | 4     | Масакі Тойода (JPN)          | 50,34 q |          |
| 25    | 1     | Махді Пірджахан (IRI)        | 50,46   |          |
| 26    | 3     | Нік Смідт (NED)              | 50,54   |          |
| 27    | 5     | Дхарун Айясамі (IND)         | 50,55   |          |
| 28    | 3     | Карім Гуссейн (CHE)          | 50,62   |          |
| 29    | 4     | Серхіо Фернандес (ESP)       | 50,71   |          |
| 30    | 2     | Креве Мачава (MOZ)           | 50,76   |          |
| 31    | 5     | Константін Прайс (GER)       | 50,93   |          |
| 32    | 4     | Марсіу Телес (BRA)           | 51,02   |          |
| 33    | 3     | Вільфрід Апйо (FRA)          | 51,25   |          |
| 34    | 1     | Артур Терезан (BRA)          | 51,52   | SB       |
| 35    | 2     | Ліндсей Ганеком (ZAF)        | 51,71   |          |
| 36    | 2     | Нед Аземіа (SEY)             | 52,58   |          |
| 37    | 3     | Андреа Ерколані Вольта (SMR) | 52,60   | NR       |
| 38    | 5     | Малік Сміт (ISV)             | 59,45   |          |
|       | 2     | Б'єнвеню Савадого (BFA)      | DQ      |          |

### Півфінали
Найкращий результат за підсумками трьох півфіналів показав Карстен Варгольм (48,28). До фіналу проходили перші двоє з кожного забігу та двоє найшвидших за часом з тих, які посіли у забігах місця, починаючи з третього.

### Фінал
У фінальному забігу переміг Карстен Варгольм, захистивши свій чемпіонський титул дворічної давнини
| Місце | Атлет                    | Час   | Примітки |
| ----- | ------------------------ | ----- | -------- |
| 1     | Карстен Варгольм (NOR)   | 47,42 |          |
| 2     | Рай Бенджамін (USA)      | 47,66 |          |
| 3     | Абдеррахман Самба (QAT)  | 48,03 |          |
| 4     | Кайрон Мак-Мастер (IVB)  | 48,10 | SB       |
| 5     | Тіджей Голмс (USA)       | 48,20 | PB       |
| 6     | Ясмані Копелло (TUR)     | 48,25 | SB       |
| 7     | Алісон дус Сантус (BRA)  | 48,28 | PB       |
| 8     | Абдельмалік Лагулу (DZA) | 49,46 |          |